# Руд (инструмент)
Руд (от перс. رود‎ — «струна») — струнный музыкальный инструмент персидского происхождения. Название инструмента переводится с персидского как «струна». Арабское название музыкального инструмента уд, возможно, произошло от персидского названия «руд». Руд считается, главным образом, дворцовым музыкальным инструментом. На территории Азербайджана был в употреблении до XVI—XVII веков.

## Строение и изготовление
В ходе исследований выяснилось, что первые образцы руда изготавливались из тыквы (по внешнему виду «руд» также напоминает тыкву), а струны делались из шёлка и кишок животных. На поверхность корпуса до половины натягивали рыбью кожу. Другую часть поверхности изготавливали из сосны. На руде сначала играли пальцами, а затем стал применяться плектр, изготовленный из мягкого материала. Корпус руда изготавливали из тутового или абрикосового деревьев, шейку и головку — из ореха, колки — из грушевого дерева. На гриф инструмента навязываются 12 ладков. Тембр звука у руда низкий.
- Длина — 860 мм
- Длина корпуса — 495 мм
- Длина шейки — 285 мм
- Ширина — 335 мм
- Высота — 170 мм
- Диапазон чогура — от «ми» большой октавы до «си» второй октавы.

## Упоминания
Руд упоминался в классической персидской литературе такими поэтами, как Рудаки, Хафиз, Насир Хосров, Санаи, Фирдоуси, Низами Гянджеви, Катран Тебризи и другими.
Персидский поэт Фирдоуси (935—1020) написал о руде:

Всю ночь они слушали звуки дудочки и руда.
Каждый, кто приходил на банкет, отдавал дань уважения Хосрову.
Персидский поэт Низами Гянджеви (1141—1209) в своём произведении «Искендернаме» так описывает руд:

Певец, приди на помощь мне, сыграй на руде,
Меня от сна безжалостного пробуди
Быть может, руда звук, журчащий как ручей
Моей пылающей души погасит жажду.
Персидский музыкант и теоретик музыки Абдулгадир Мараги (1353—1453) в одном из своих трактатаов по теории музыки написал о руде:
«Руд хани: до половины его поверхности покрывается кожей и на грифе закрепляются лады; он бывает четырёхструнным. Правила его применения такие же, как для старинного уда» 